# (4063) Euphorbe
(4063) Euphorbe est un astéroïde troyen de Jupiter situé au point de Lagrange L5 du système Soleil-Jupiter, dans le « camp troyen ». Il a été nommé d'après le guerrier troyen Euphorbe. Il a été découvert par l'observatoire San Vittore près de Bologne le 1er février 1989.

## Compléments